# Hacıkemaleddinoğlu Alaeddin Pascha
Hacıkemaleddinoğlu Alaeddin Pascha (türkisch Alâeddin Paşa, auch Alaeddin Pascha bin Hacı Kemaleddin * ?; † ?) war unter seinem Bruder Sultan Orhan I. von 1320 bis 1331 der erste Großwesir des Osmanischen Reiches.